# مخلابة غرب الصين
مخلابة غرب الصين (الاسم العلمي: Xiyunykus) (تعني "مخلابة غربية"؛ "xiyu" هي في لغة المندرين التي تعني "الغرب" وتشير إلى غرب الصين حيث عُثر عليها) وهو جنس من عظايا ألفاريز من العصر الطباشيري المبكر لمجموعة توغولو الصينية. وهي تضم نوعًا واحدًا هو Xiyunykus pengi.